# Monte Misone
Il monte Misone (1.803 m s.l.m.) è una montagna delle Prealpi Gardesane nelle Prealpi Bresciane e Gardesane. Si trova in Trentino a nord-ovest del lago di Garda e a est della Val Lomasona, incastonata tra la catena del Monte Casale e tra le montagne delle Valli di Concei e di Gavardina.
Il Monte è raggiungibile dalla Sella di Calino attraverso il Rifugio San Pietro, raggiungibile in auto.